# Museo Palmero
El Museo Palmero es un museo ubicado en la casa natal del pintor Alfredo Palmero de Gregorio (Almodóvar del Campo, Ciudad Real; 12 de marzo de 1901-Barcelona, 5 de marzo de 1991), situado en la calle ciudad de Montilla del municipio Almodóvar del Campo de Ciudad Real. El museo fue inaugurado en 1960 y contiene una colección particular de las obras del pintor Alfredo Palmero, también conocido como Maestro Palmero, además de obras de otros artistas coetáneos o relacionados con el pintor. 

## Organización del museo
El Museo Palmero contiene una colección que muestra la gran calidad de la obra del Maestro Palmero, además de algunos objetos personales, esculturas, cerámicas etc. Está dividido en tres salas principales, cada una de las cuales corresponde a una etapa de la vida del pintor, la primera sala está dedicada a la primera y segunda época del artista, la segunda, a la tercera época y la reconstrucción del taller del artista y por último, se encuentra una sala dedicada a las influencias, donde se exponen obras de artistas coetáneos que influyeron en la obra del Maestro Palmero.

### Primera sala; primera y segunda época.
La primera sala está dedicada a la primera y la segunda etapa de la obra artística del Maestro Palmero, por ello, la exposición opta por empezar exhibiendo al público las obras realizadas entre los años 1914 y 1937, mostrando los inicios del artista y  las obras de su periodo de formación. Fue una época muy marcada por los viajes de juventud, pero sobre todo por la estancia del pintor en Madrid donde se formó primero con Don Luis Menéndez Pidal y después en la Real Academia de Bellas Artes de San Fernando.  
Dentro de la primera sala hay un espacio dedicado a la segunda etapa del artista, donde se pueden ver las obras realizadas desde el final de la Guerra Civil Española hasta el año 1958, período en el que el pintor se estableció en Barcelona con su familia, realizó sus primeras exposiciones y vendió sus primeras obras. 

### Segunda sala; tercera época y estudio del pintor
La segunda sala es la sala principal del museo, está dedicada a la tercera etapa del Maestro Palmero, su época de esplendor. Dentro de la exposición se encuentran varias obras que muestran los distintos intereses temáticos del artista, puesto que en su obra destacan los cafés de las ciudades de Madrid, París o Roma, los animales, sobre todo los toros y caballos, la temática cervantina y la representación de la mujer. Fueron las obras de este periodo los que llevaron al artista a ser reconocido mundialmente.  
Por otro lado, en la planta superior se encuentra una reconstrucción del taller del artista el cual fue, durante muchos años, el lugar de trabajo y creación de verano del artista y el lugar donde realizó sus primeras obras. 

### Tercera sala; la saga Palmero
La última sala está dedicada a varios artistas coetáneos al pintor que dejaron su huella o influyeron en la obra del Maestro Palmero, como por ejemplo, Cecilio Pla o Julio Romero de Torres. Además en esta sala hay un lugar específico dedicado la obra del hijo y el nieto de Alfredo Palmero, los cuales continuaron con el legado familiar creando así la saga Palmero. 
Miguel Ángel Palmero, hijo del Maestro Palmero, siguió trabajando en el taller de su padre, siguiendo sus pautas y estilos. Por otro lado, el nieto, también llamado Alfredo Palmero, continuó con la tradición familiar de dedicarse a la pintura pero aportando su propia personalidad, estilo y visión a su pintura. 

## Alfredo Palmero de Gregorio
Alfredo Palmero de Gregorio nació en 1901 en Almodóvar del Campo, desde joven demostró tener un gran talento para la pintura y por ello, a temprana edad fue enviado a Madrid para completar su formación, consiguiendo entrar en la Real Academia de Bellas Artes de San Fernando, donde compartió aulas con artistas como Juan Esplandiú, Joaquín Valverde Durán o Gregorio Prieto entre otros. 
Tras su primera exposición en el Casino de Ciudad Real en 1920, viajó a París e Italia donde pudo conectar con las corrientes artísticas más importantes de la época. Tras casarse con Milagros Hernández Calle tuvo la necesidad de establecerse y por ello, decidió dar clases en distintos institutos de las ciudades Ciudad Real, Burgos, Toledo y finalmente Barcelona, ciudad donde permaneció el resto de su vida.  
El Maestro Palmero realizó varias exposiciones dentro y fuera de España durante su larga vida, entre las exposiciones realizadas en el país destacan por ejemplo, la exposición realizada en el Salón Cano de Madrid, la exposición del Hotel Carlton de Bilbao o las exposiciones realizadas en las galerías Grifé & Escoda, Augusta y Barcino, de Barcelona. Pero como se ha mencionado anteriormente, el Maestro Palmero consiguió fama internacional, lo que llevó al artista a participar en exposiciones por todo el mundo en ciudades como New York, Paris, Londres, Ámsterdam o en Ciudad de México entre otros. 
En 1960 el propio pintor, junto a su familia, fundó en su localidad de origen, más específicamente en su casa natal, el Museo Palmero, un espacio cultural dedicado a perpetuar la pintura del artista. Diez años más tarde, en 1970, también fundó el Instituto Palmero en Barcelona, con el mismo propósito, dar a conocer su obra. 
Alfredo Palmero de Gregorio falleció el 5 de marzo de 1991, a los 90 años, en Barcelona.